# Rutger Palme
Eric Rutger Christian Palme, född 21 juli 1910 i Maria Magdalena församling, Stockholm, död 30 maj 1995 i Oscars församling, Stockholm, var en svensk direktör och moderat politiker. Han var ledamot av Stockholms kommunfullmäktige mellan 1958 och 1982 och dess ordförande 1976–1982.
Rutger Palme var jurist, med juris kandidatexamen 1934 och tingstjänstgöring i Nyköpings domsaga mellan 1938 och 1941. Därefter var han biträdande jurist på en advokatbyrå, varefter han blev sekreterare i Statens ammunitionsnämnd (1941–1943). Han var 1:e byråsekreterare i Krigsmaterielverket 1943–1946 och byråchef där 1946–1949. Därefter arbetade han i Försäkringsbolagens förhandlingsorganisation, först som vice verkställande direktör (1949–1963) och som verkställande direktör till år 1975.
Han ligger begraven på Sigtuna kyrkogård.

## Familj
Rutger Palme var far till journalisten Agneta Uddenberg. Han var son till historikern Olof Palme, sonson till politikern Sven Palme samt kusin till politikern Olof Palme.